# Wissadula andina
Wissadula andina är en malvaväxtart som beskrevs av Nathaniel Lord Britton. Wissadula andina ingår i släktet Wissadula och familjen malvaväxter. Inga underarter finns listade i Catalogue of Life.